# 21 (tal)
21 er et ulige heltal og det naturlige tal, som kommer efter 20 og efterfølges af 22.

## I matematik
Enogtyve er et sammensat tal med divisorerne 1, 3 og 7.
Enogtyve er det sjette trekanttal.
Enogtyve er et Harshad tal
Enogtyve er det ottende Fibonaccital, efter 13 og før 34.

## Andet
- I Blackjack vinder man, hvis summen af éns kort er 21.
- Grundstoffet scandium har atomnummer 21.